# Llau de Santa Maria
La llau de Santa Maria és una llau afluent del riu de Serradell que discorre íntegrament pel terme de Conca de Dalt, al Pallars Jussà, dins del seu antic terme de Toralla i Serradell, a l'àmbit del poble de Serradell.
Es forma al vessant sud-est del Serrat de Santa Eulàlia, davalla cap al sud-sud-est recorrent el costat oest del Tros de Santa Maria i, en el tram final, passa entre Justinyà (oest) i la Rourera, per abocar-se en el riu de Serradell poc després de rebre per l'esquerra la llau de les Ribes. Part d'aquest darrer tram pren la direcció est, fent un angle recte amb el primer tram.